# Husson (plaats)
Husson is een plaats en voormalige gemeente in het Franse departement Manche in de regio Normandië en telt 205 inwoners (2013). De plaats maakt deel uit van het arrondissement Avranches.

## Geschiedenis
Husson maakte onderdeel uit van het kanton Le Teilleul tot dat op 22 maart 2015 werd opgeheven. De gemeente werd hierop overgeheveld naar het op die dag gevormde kanton Le Mortainais. Op 1 januari 2016 werd Husson, net als Ferrières, Heussé en Sainte-Marie-du-Bois, opgenomen in de gemeente Le Teilleul, die hiermee de status van commune nouvelle kreeg.

## Geografie
De oppervlakte van Husson bedraagt 13,59 km².
De onderstaande kaart toont de ligging van Husson (plaats) met de belangrijkste infrastructuur en aangrenzende gemeenten.

## Demografie
Onderstaande figuur toont het verloop van het inwonertal (bron: INSEE-tellingen).

Ferrières · Heussé · Husson · Sainte-Marie-du-Bois · Le Teilleul